# Arnoldus van Rhijn
Arnoldus van Rhijn (Katwijk aan zee, 8 maart 1844 - Leiden, 15 februari 1923) was een Nederlands arts. Hij was ook actief in de schaakwereld.

## Levensloop
Arnoldus van Rhijn is op 8 maart 1844 in Katwijk aan Zee geboren als zoon van dr. Hendrik Bernardus van Rhijn en Sophia Gijsberta de Graaf, dochter van de Leidse wolfabrikant Hermanus Johannes de Graaf.
Op 8 februari 1872 trouwde hij met Jannetje Kruijt in Katwijk. Het echtpaar Van Rhijn-Kruijt verhuisde in 1873 naar Leiden waar Van Rhijn zich vestigde als huisarts.
Het echtpaar Van Rhijn-Kruijt kreeg zes kinderen.
Van Rhijn was als bestuurder op diverse terreinen actief en maatschappelijk betrokken. Hij was onder meer lid van de gemeenteraad van Leiden van 1895-1901. Eerst namens de Liberale Unie en in 1901 namens de Vrijzinnig Democratische Bond.
Na het overlijden van zijn echtgenote hertrouwde Van Rhijn in 1887 te Doesburg met Christina Hendrika Josina Fokker, verwant aan luchtvaartpionier en vliegtuigbouwer Anthony Fokker. Ze vestigden zich in Huis ter Lucht in Leiden. Enkele jaren nadat zijn tweede echtgenote in 1916 overleed, verhuisde hij naar het Rapenburg alwaar hij 1923 aan de gevolgen van een longontsteking overleed.

## Medische carrière
Na zijn studie geneeskunde aan de Universiteit van Leiden werkte Van Rhijn als assistent-arts in het Buitengasthuis in Amsterdam, waar hij ook zijn proefschrift schreef. In 1867 werd Van Rhijn bij Koninklijk Besluit onderscheiden met de bronzen medaille ‘voor goede zorg en hulp bij het heerschen der Cholera Asiatica’, toegekend voor zijn inzet tijdens de cholera-epidemie van 1866.
Hij promoveerde in 1868 tot doctor in de geneeskunde (cum laude) op het proefschrift Aphasie, de eerste Nederlandse studie over deze taalstoornis ten gevolge van hersenletsel. Vervolgens behaalde hij in dezelfde periode de academische graden van doctor in de verloskunde en in de heelkunde, beide cum laude.
In 1869 werd Arnoldus huisarts in Oostzaan. Na zijn komst in Leiden zette hij zijn eigen huisartsenpraktijk op en ging hij aan de slag bij verschillende Leidse Ziekenfondsen en als bestuurder binnen de Nederlandsche Maatschappij tot bevordering der Geneeskunst (NMG). Hij zette zich ook in voor de verbetering van het Ziekenfondswezen. Ook was hij de oprichter van de afdeling Leiden van de NMG waarvan hij voorzitter was van 1880-1881 en in 1920. Hij heeft ook bijgedragen aan de oprichting van de afdeling Leiden van Het Groene Kruis.

## Schaken
Van 1877 tot 1895 was Van Rhijn voorzitter van het Leidse schaakgezelschap Palamedes. Dat ging niet altijd zonder spanning en in 1895 richtte hij het Leidsch Schaakgenootschap (LSG) op en werd er tot 1914 de eerste voorzitter. In 1922 werd hem het erelidmaatschap van de LSG toegekend. Hij was betrokken bij de oprichting van de Nederlandsche Schaakbond, waarvan hij voorzitter was van 1897 tot 1906 en van 1907 tot 1908.
Niet alleen als bestuurder, maar ook als schaker was hij actief. Van Rhijn behoorde tot de Nederlandse subtop en jarenlang was hij één van de sterkste schakers van Leiden.
Van Rhijn had een broer, Hendrik Bernardus (1849-1924), die ook verdienstelijk schaakte. Hij speelde bij Schaakgezelschap Staunton, waar hij clubkampioen was in de jaren 1895, 1898 en 1899. Hij nam in de jaren 1890 ook vaak deel aan de bondswedstrijden.